# La vita è qui
La vita è qui è il singolo promo radio di Patty Pravo, pubblicato il 13 maggio 2011 dalla casa discografica Carosello.

## Il brano
La vita è qui è una canzone scritta da Luca Rustici e Philippe Leon per la musica e da Ania per il testo nel 2010.
Il brano, terzo estratto del nuovo album, è inserito nell'album di Patty Pravo intitolato Nella terra dei pinguini, pubblicato il 16 febbraio 2010, nell'immediato dopo il Festival di Sanremo 2011 a cui la cantante partecipa con Il vento e le rose. Inizialmente la stessa Pravo avrebbe voluto presentare questo brano per il Festival di Sanremo, ma venne ritenuto non adatto e infine venne scartata tale possibilità.

## Tracce
Download digitale
1. La vita è qui – 3:46 (testo: Luca Rustici/Philippe Leon – musica: Ania)